# Исаково (Лужский район)
Исаково — деревня в Осьминском сельском поселении Лужского района Ленинградской области.

## История
На карте Санкт-Петербургской губернии Ф. Ф. Шуберта 1834 года, на месте современной деревни, упоминается усадьба помещика Чирикова.

ИСАКОВО — деревня, принадлежит: титулярному советнику Александру Мартынову, число жителей по ревизии: 7 м. п., 9 ж. п.

капитану Егору Чирикову, число жителей по ревизии: 9 м. п., 11 ж. п (1838 год)

ИСАКОВО — мыза владельческая при озере Долгове, число дворов — 48, число жителей: 140 м. п., 148 ж. п. (1862 год)

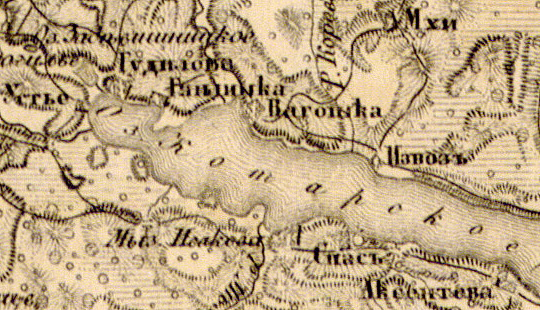
Земли деревни Исаково на карте 1863 года

Согласно карте из «Исторического атласа Санкт-Петербургской Губернии» 1863 года на месте современной деревни находилась мыза Исакова.
Согласно материалам по статистике народного хозяйства Лужского уезда 1891 года, мыза Исаково площадью 5235 десятин принадлежала лифляндскому дворянину В. Г. фон Штрику, мыза  была приобретена в 1882 году за 40 000 рублей.
В XIX веке мыза административно относилась ко 2-му стану Лужского уезда Санкт-Петербургской губернии, в начале XX века — к Осьминской волости 2-го земского участка 1-го стана Гдовского уезда.
С 1917 по 1920 год деревня Исаково входила в состав Осьминской волости Гдовского уезда.
С 1920 года, в составе Самровской волости.
С 1922 года, в составе Заянской волости.
С 1923 года, в составе Пушкинского сельсовета Осьминской волости Кингисеппского уезда.
С 1927 года, в составе Осьминского района.
С 1928 года, в составе Будиловского сельсовета. В 1928 году население деревни Исаково составляло 282 человека.
По данным 1933 года в состав Будиловского сельсовета Осьминского района входил хутор Исаково.
C 1 августа 1941 года по 31 января 1944 года деревня находилась в оккупации.
С 1961 года, в составе Сланцевского района.
С 1963 года, в составе Лужского района.
В 1965 году население деревни Исаково составляло 41 человек.
По данным 1966 года деревня Исаково также входила в состав Будиловского сельсовета Лужского района.
По данным 1973 и 1990 годов деревня Исаково входила в состав Рельского сельсовета.
По данным 1997 года в деревне Исаково Рельской волости проживали 9 человек, в 2002 году — 6 человек (русские — 50 %, эстонцы — 50 %).
В 2007 году в деревне Исаково Осьминского СП также проживали 6 человек.

## География
Деревня расположена в западной части района к востоку от автодороги 41К-020 (Сижно — Осьмино).
Расстояние до административного центра поселения — 28 км.
Расстояние до ближайшей железнодорожной станции Молосковицы — 75 км.
Деревня находится на южном берегу Спасс-Которского озера.

## Демография
| 1838 | 1862 | 1928 | 1965 | 1997 | 2007 | 2010 |
| ---- | ---- | ---- | ---- | ---- | ---- | ---- |
| 36   | ↗288 | ↘282 | ↘41  | ↘9   | ↘6   | →6   |
| 2017 |      |      |      |      |      |      |
| ↘5   |      |      |      |      |      |      |

## Улицы
Песочная.